# Ekonomiåret 1959

## Händelser
- 14 maj - Efter två dagars hård debatt godkänner den svenska riksdagen regeringens proposition om ATP med röstsiffrorna 115-114. Folkpartisten Ture Königson lägger ner sin röst.[1]
- Maj
  - Den svenske finansministern Gunnar Sträng framhåller att svenska staten behöver ytterligare en miljard i inkomst.
  - Folkpartiet accepterar ATP-beslutet, medan varken Högerpartiet eller Centerpartiet gör det.
- 21 juli - Frihandelsområdet EFTA bildas i Stockholm av sju stater som inte är medlemmar av tullunionen EEC. Länderna är Sverige, Norge, Danmark, Storbritannien, Schweiz, Portugal och Österrike.[2]
- 1 december - Den svenska riksdagen beslutar att införa en omsättningsskatt (Oms) på 4 %, sedan regeringen hotat att avgå, om förslaget inte antas.

## Födda
- 26 maj - Michael Lundholm, svensk nationalekonom och moderat politiker.